# رونالد ووكر (سياسي)
رونالد ووكر (بالإنجليزية: Ronald Walker)‏ هو سياسي أسترالي، ولد في 7 ديسمبر 1897، وتوفي في 1981. انتخب عضو الجمعية التشريعية نيو ساوث ويلز.